# Teizō Matsumura

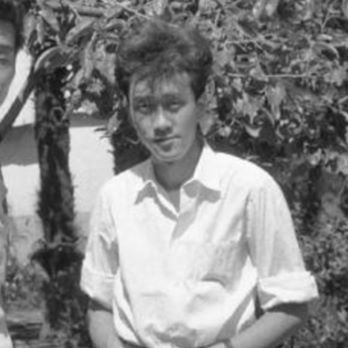
Teizō Matsumura 1956

Teizō Matsumura (jap. 松村 禎三, Matsumura Teizō; * 15. Januar 1929 in Kyōto; † 6. August 2007) war ein japanischer Komponist.
Matsumara nahm privaten Unterricht bei Tsuneharu Takahashi und Toshio Nagahiro (Harmonielehre). 1949 kam er nach Tokio, wo er Kompositionsschüler von Tomojirō Ikenouchi und Akira Ifukube war. 1950 erkrankte er an Tuberkulose und musste sich bis 1955 mehreren Operationen unterziehen. 
Während seiner Rekonvaleszenz begann er Haikus zu schreiben und gewann einen Haiku-Wettbewerb. Zur gleichen Zeit entstand Introduktion und Allegro Concertante für Orchester, mit dem er 1955 den Kompositionspreis des Mainichi-Musikwettbewerbs gewann. Waren seine ersten Kompositionen von europäischen Komponisten wie Maurice Ravel und Igor Strawinski geprägt, zeigten sich in seiner Sinfonie und dem Präludium für Orchester Einflüsse traditioneller Musik aus Indien, Tibet und Bali.
Einflüsse traditioneller japanischer Musik und Malerei und des Nō-Theaters zeigten sich in seinen beiden Klavierkonzerten. 1978 erhielt er den Auftrag zur Komposition einer Oper nach Endō Shūsakus Roman Chinmoku (Schweigen, engl. Silence). Er arbeitete dreizehn Jahre lang an dem Werk. 1993 wurde die Oper Chinmoku uraufgeführt und mit mehreren Preisen ausgezeichnet. Im Folgejahr fand in New York eine Retrospektive der Werke Matsumuras statt. Neben den genannten Werken komponierte Matsumara auch über 100 Filmmusiken, davon zahlreiche zu Filmen von Kei Kumai und Kazuo Kuroki. Bis zu seiner Emeritierung war er Professor für Komposition an der Kunsthochschule Tokio.

## Werke (Auswahl)
- Achime for soprano, percussion and 11 players (1957)
- Cryptogame for instrumental ensemble (1958)
- Musique pour quatuor à cordes et pianoforte (1962)
- Symphony No. 1 (1965)
- Prélude pour orchestre (1968)
- Aprasas for female chorus with 2 harps, piano, harpsichord, celesta and string orchestra (1969)
- Totem Ritual for mixed chorus with 8 percussions, piano, harpsichord and orchestra (1969)
- Deux berceuses à la Grèce for piano (1969)
- Poème I for shakuhachi and koto (1969)
- Courtyard of Apsaras for flute, violin and piano (1971)
- Poème II for shakuhachi solo (1972)
- Two Poems by the Prince of Karu for soprano and piano (1973)
- Piano Concerto No. 1 (1973)
- Piano Concerto No. 2 (1978)
- Hymn to Aurora for mixed chorus with cello, harp, percussion, piano, organ and oboe d'amore (1978)
- Fantasy for thirteen-string koto solo (1980)
- Cello Concerto (Concerto per violoncello ed orchestra) (1984)
- Air of Prayer for seventeen-string koto solo (1984)
- Air of Prayer for cello solo (1985)
- Pneuma for strings (1986)
- Trio pour violon, violoncelle et piano (1986)
- Homage to Akira Ifukube for orchestra (1988)
- Opera "Silence" (1993)
- Nocturne for harp solo (1994)
- Quatuor à cordes (1996)
- Poor Faithful for voice and piano (1996)
- Symphony No. 2 (1998)
- Pilgrimage I - III for piano (1999–2000)
- To the Night of Gethsemane for orchestra (2002)

### Filmmusik
- 100 Gamblers (1969)
- Apart from Life (1970)
- Sea and Poison (1985)
- Der Tod eines Teemeisters (1989)
- Pickpocket (2000)
- Darkness in the Light (2001)
- A Boy's Summer in 1945 (2002)
- Das Meer kommt (2002)
- The Face of Jizo (2004)